# Quatro
Quatro — второй студийный альбом американской певицы, композитора и бас-гитаристки Сьюзи Кватро, выпущенный в октябре 1974 года на лейбле RAK Records как SRAK 509, а в Австралии — на лейбле EMI RAK (номер 8319792).

## Об альбоме
На протяжении 6 недель диск был на вершине австралийских чартов и очень хорошо продавался в Австралии. В Норвегии альбом оказался на пятом месте в чартах, в Германии на пятнадцатом, в Новой Зеландии на шестнадцатом. В том же году альбом вошёл в список двухсот лучших альбомов Billboard Top LPs & Tape, заняв в нём 126-е место. В США, диск вошёл в список топ-150. Запись пластинки проходила в Лондоне, на студии Audio International studio. Продюсерами альбома выступили неоднократно сотрудничавшие с певицей Майк Чепмен и Никки Чинн.

## Список композиций
| №  | Название          | Автор(ы)                | Длительность |
| -- | ----------------- | ----------------------- | ------------ |
| 1. | «The Wild One»    | Никки Чинн, Майк Чепмен | 2:51         |
| 2. | «Keep A-Knockin’» | Ричард Пенниман         | 3:13         |
| 3. | «Too Big»         | Чинн, Чепмен            | 3:22         |
| 4. | «Klondyke Kate»   | Сьюзи Кватро, Лен Таки  | 3:29         |
| 5. | «Savage Silk»     | Чинн, Чепмен            | 3:35         |
| 6. | «Move It»         | Ян Сэмвелл              | 3:37         |

| №  | Название                   | Автор(ы)                   | Длительность |
| -- | -------------------------- | -------------------------- | ------------ |
| 1. | «Hit the Road Jack»        | Перси Мэйфилд              | 3:56         |
| 2. | «Trouble»                  | Джерри Либер, Майк Столлер | 3:45         |
| 3. | «Cat Size»                 | Кватро, Таки               | 4:37         |
| 4. | «Shot of Rhythm and Blues» | Терри Томпсон              | 4:52         |
| 5. | «Friday»                   | Кватро, Таки               | 3:51         |
| 6. | «Devil Gate Drive»         | Чинн, Чепмен               | 3:46         |

- В оригинальной британской версии альбома не было песни «Devil Gate Drive», но она присутствует в версиях альбома, выходивших в других странах.

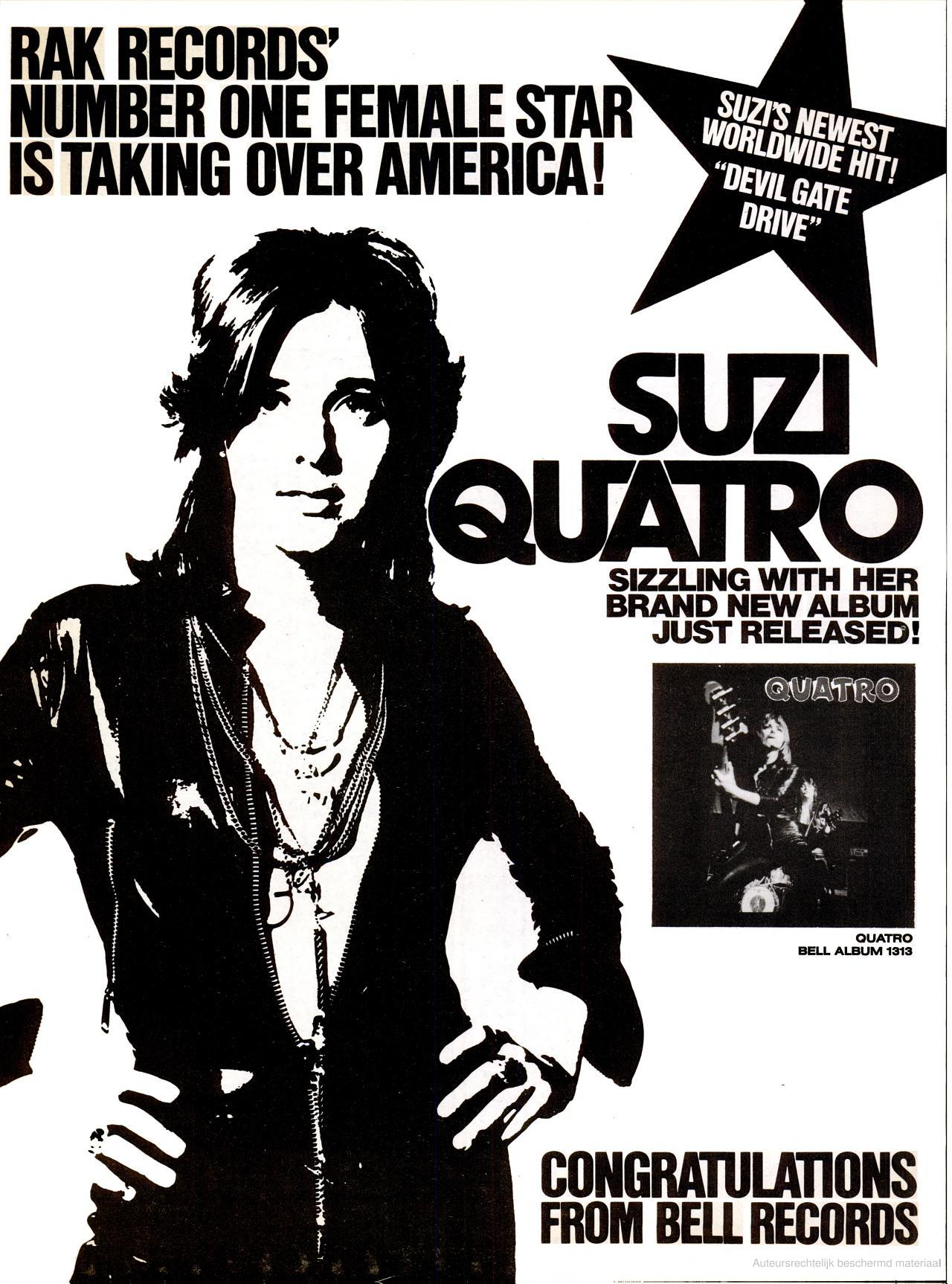
Рекламный постер из журнала Billboard

## Участники записи
- Сьюзи Кватро — бас-гитара, вокал
- Лен Таки[англ.] — гитара, бэк-вокал
- Алистер Маккензи — клавишные, бэк-вокал
- Дэйв Нил — ударные, бэк-вокал

## Позиции в хит-парадах
Еженедельные чарты:
| Хит-парад (1974)                    | Высшая позиция | Пребывание в чарте |
| ----------------------------------- | -------------- | ------------------ |
| Австралия (Kent Music Report)       | 1              | нет данных         |
| Новая Зеландия (Recorded Music NZ)  | 16             | 6 недель           |
| Норвегия (VG-lista)                 | 5              | 16 недель          |
| США (Billboard Top LPs & Tape)      | 126            | 10 недель          |
| Финляндия (Suomen virallinen lista) | 5              | 26 недель          |
| ФРГ (Offizielle Top 100)            | 15             | 5 недель           |

Годовые чарты:
| Год  | Хит-парад                      | Позиция |
| ---- | ------------------------------ | ------- |
| 1974 | Австралия (Kent Music Report)  | 11      |
| 1974 | Италия (FIMI)                  | 83      |
|      |                                |         |
| 1975 | Австралия (Kent Music Report)  | 15      |
| 1975 | ФРГ (Jahrescharts Deutschland) | 44      |